# توافق پلازا
توافق پلازا، بین اعضای گروه ۵ (شامل فرانسه، آلمان، آمریکا، پادشاهی متحد (بریتانیا) و ژاپن) به امضا رسید، مذاکرات منجر به این توافق در نوامبر سال ۱۹۸۳ میان دولت رونالد ریگان و ژاپن آغاز شد و به مدت ۲ سال ادامه داشت، در نهایت این قرارداد در ۲۲ سپتامبر سال ۱۹۸۵ امضا شد و تبعات گسترده‌ای در اقتصاد جهان باقی گذاشت که از جمله آن می‌توان به افزایش ارزش ین ژاپن و مارک آلمان در مقابل دلار آمریکا اشاره کرد. این توافق از آنجایی که در هتل پلازا به امضا رسید، به توافق پلازا مشهور است. امضای توافق پلازا بیش از همه کشورها اثر عمیقی بر اقتصاد ژاپن گذاشت. با رشد ارزش ین، حباب دارایی‌ها در بازار ژاپن جدی شد و بعد از ترکیدن حباب دارای در ابتدای دهه ۹۰ میلادی، دهه مرگ ژاپن آغاز شد و می‌توان گفت بعد از گذشت ۳ دهه کماکان ادامه دارد. در واقع این توافق اقتصاد ژاپن را برای نزدیک به ۳ دهه در یک بحران فراگیر برده‌است.